# Ruthwell
Ruthwell ist eine kleine Ortschaft in der schottischen Council Area Dumfries and Galloway. Sie liegt rund 16 Kilometer südöstlich von Dumfries und zehn Kilometer westlich von Annan nahe dem Nordufer des Solway Firth nahe der Einmündung des Lochar Water.

## Geschichte
Mit dem aus dem 8. Jahrhundert stammenden Ruthwell Cross ist Ruthwell Standort eines frühchristlichen Wegekreuzes. Es entstand zu Zeiten der Landnahme entlang dem Solway Firth durch northumbrische Truppen. Es befindet sich heute in der Ruthwell Parish Church. 1509 erhielt die Ortschaft die Rechte eines Burghs of Barony. Daran knüpfte sich auch das Marktrecht. Bis zum späten 19. Jahrhundert hatte Ruthwell diesen Status wieder verloren. Zu dieser Zeit gab es in der Ortschaft weder nennenswerte Wirtschafts- noch Handelstätigkeiten.
Der Geistliche Henry Duncan richtete 1810 in Ruthwell die erste Sparkasse Schottlands ein. In dem Gebäude ist heute das Ruthwell Museum eingerichtet, das sich dieser Thematik widmet. Wurden 1831 noch 1216 Einwohner in Ruthwell gezählt, sank die Zahl im Laufe des Jahrhunderts kontinuierlich. Bei Zensuserhebung 1961 lebten noch 96 Personen in Ruthwell.

## Verkehr
In einer dünnbesiedelten Randregion Schottlands gelegen, ist Ruthwell nur über eine Nebenstraße an das Straßennetz angebunden. Diese führt zu den Landstraßen B724 und B725, die in Annan beziehungsweise Dumfries enden. Im Norden schließen sie die Ortschaft an die A75 (Stranraer–Gretna Green) an. 1846 erhielt Ruthwell einen eigenen Bahnhof an der neueröffneten Glasgow, Dumfries and Carlisle Railway. Mit Streckenschließung 1965 wurde der Bahnhof aufgelassen.